# Kyota Tokiwa
Kyota Tokiwa (født 9. april 2002) er en japansk fodboldspiller.
Han har spillet for flere forskellige klubber i sin karriere, herunder FC Tokyo.